# Jean-Jacques Kieffer
Jean-Jacques Kieffer, född 1857 i Guinkirchen, död 1925 i Bitche, var en fransk naturalist och entomolog, specialiserad på parasitiska insekter.
Kieffer utbildade sig till en början till präst och undervisade i naturvetenskap i staden Bitsch medan han arbetade på sin beskrivning och klassificering av insekter. Hans verk blev senare en viktig källa till beskrivning och klassificering för entomologer i början av 1920-talet, i synnerhet när det gäller parasitsteklar, knott och stickmyggor.
Kieffer blev 1904 hedersdoktor vid Kaiser-Wilhelm-universitetet i Strassburg.
Kiefferia, Kiefferulus och Kiefferomyia är några av de släkten som uppkallats efter Jean-Jacques Kieffer.